# Sebastián Jaime
Sebastián Oscar Jaime (* 30. Januar 1989 in La Plata) ist ein ehemaliger argentinischer Fußballspieler. Der Stürmer wurde vier Mal nationaler Meister.

## Karriere
Sebastián Jaime begann seine Profikarriere 2008 bei Cambaceres in der vierten Liga Argentiniens und wechselte nach guten Leistungen 2009 zu den Argentinos Juniors in die argentinische Primera División. Dort bekam er kaum Spielzeit und ging 2010 in die chilenische Primera División zu Deportes La Serena. In Chile blühte er auf und war ein Garant bei Unión Española für die Meisterschaft der Transición 2013. Er wechselte in die USA zu Real Salt Lake, kehrte allerdings 2016 nach Chile zurück. Mit Universidad Católica gewann der Offensivakteur in einem Jahr die beiden Meisterschaften der Clausura 2015/16-C und Apertura 2016/17. Anschließend unterschrieb Jaime sein zweites Mal bei Unión Española. Dort beendete er auch 2022 seine Karriere, nachdem er noch Stationen bei Curicó Unido und den Rangers de Talca hatte.

## Erfolge
Argentinos Juniors
- Argentinischer Meister: 2010-A
- Copa-Libertadores-Sieger: 2003

Unión Española
- Chilenischer Meister: 2013-T
- Chilenischer Supercup-Sieger: 2013

Universidad Católica
- Chilenischer Meister: 2015/16-C, 2016/17-A
- Chilenischer Supercup-Sieger: 2016

## Sonstiges
Durch seine lange Zeit in Chile bekam er zusätzlich zur argentinischen auch die chilenische Staatsbürgerschaft.